# Strada statale 13 Pontebbana
La strada statale 13 Pontebbana (SS 13) è una strada statale italiana. Incomincia a Venezia, precisamente a Mestre e termina nella località di Coccau (comune di Tarvisio) in provincia di Udine, presso il confine di Stato con l'Austria. A Tarvisio un breve tratto classificato come SR 13 raccorda la SS 13 (km 222,189) alla SS 54 (km 94,000).
Fino al 1986, anno della costruzione del tratto dell'autostrada A23 tra il Friuli e la Carinzia, fu la principale arteria di collegamento fra l'Italia, l'Austria e i paesi del Centro-Est Europa.

## Storia
La strada statale 13 "Pontebbana" venne istituita nel 1928 con il seguente percorso: "Venezia (Mestre) - Treviso - Conegliano - Casarsa - Ponte della Delizia - San Daniele del Friuli - Bivio con la n. 52 presso la stazione per la Carnia - Pontebba - Tarvisio - Confine austriaco verso Thörl" ricalcando il tracciato della strada nazionale 13 tra il Ponte della Delizia e il confine di Stato.
Nel 1932 il tracciato della strada venne modificato: il vecchio tracciato, passante per San Daniele del Friuli, venne declassificato dalla rete delle strade statali, e sostituito da un nuovo tracciato passante per Udine, che fino ad allora aveva costituito il primo tratto della SS 54.

## Percorso

### Il Terraglio
La strada statale Pontebbana, il cui tratto iniziale (cioè da Mestre a Treviso) è comunemente noto come "Terraglio", costituisce una delle tre grandi direttrici stradali che si irradiano dal centro storico di Mestre. Le altre due sono, rispettivamente: la strada regionale 245 Castellana (verso Castelfranco Veneto) e la strada provinciale 32 Miranese (verso Mirano e Padova).
Dopo il sottopasso della linea ferroviaria Mestre-Trieste, la Pontebbana prosegue in direzione di Treviso attraversando Mogliano Veneto e Preganziol; questo tratto della strada prende, come già accennato, il nome di Terraglio (Terajo o Teragio in veneto locale).

### Da Treviso a Tarvisio
Dopo aver superato il capoluogo, con la tratta che fra il 1910 e il 1938 fu interessata dalla presenza del binario della linea 1 della rete tranviaria di Treviso, continua verso nord toccando Villorba e Spresiano: superato il fiume Piave a Ponte della Priula, la strada prosegue verso est raggiungendo Conegliano. Da qui si diparte la strada statale 51 di Alemagna per il bellunese, Cortina d'Ampezzo e Dobbiaco.
Dopo aver superato il fiume Meschio, la strada entra in Friuli-Venezia Giulia (alla progressiva chilometrica 63,297), precisamente nella provincia di Pordenone. Vengono toccate le località di Sacile, Fontanafredda, Porcia fino a raggiungere Pordenone.
Dopo Orcenico Inferiore la SS 13 supera Casarsa e attraverso il Ponte della Delizia entra nella provincia di Udine da dove si dirama la SS463 del Tagliamento (Bivio Coseat). Prosegue per la cittadina di Codroipo che viene aggirata con una variante; la strada, proseguendo verso nord-est, attraversa poi i centri di Basagliapenta e Campoformido. Dopo Pasian di Prato la strada entra nel comune di Udine, diventando di fatto la tangenziale Ovest (continuo della SS676) del capoluogo friulano. Diventa a quattro corsie, due per senso di marcia, non più affiancate, ma poste ai lati dell'autostrada A23.
La strada, dopo Tavagnacco, torna a due sole corsie e prosegue verso nord toccando Tricesimo, Tarcento (incrocio con la SS356) e Gemona del Friuli (qui incrocia nuovamente la SS463 del Tagliamento).
Fra Udine e Tricesimo alcuni tratti della strada furono interessati, nel periodo compreso tra il 1915 e il 1959, dal passaggio della tranvia elettrica Udine-Tarcento, che ne sfruttava in parte la sede.
Dopo Venzone la strada si addentra tra le montagne friulane. A Carnia c'è l'innesto con la strada statale 52 Carnica che porta in Cadore.
A questo punto la strada disegna in pratica una grande "S" all'interno del cosiddetto Canal del Ferro tra Moggio Udinese, Resiutta, Chiusaforte e Pontebba (località da cui la strada prende il nome e che fino al 1918 costituiva il confine tra Italia e Austria). Dopo tale cittadina si entra nella val Canale, giungendo a Tarvisio dopo aver superato la Sella di Camporosso, spartiacque alpino.
Dopo aver superato Tarvisio la strada termina al confine di Stato con l'Austria di Coccau.
La strada segue il percorso e affianca spesso le ferrovie Venezia-Udine e Udine-Tarvisio.
Il percorso prima della costruzione della tangenziale ovest di Udine prevedeva il passaggio per Viale Venezia, Piazzale Diacono, Piazzale Osoppo e Via Tricesimo.

### Tabella percorso
| Pontebbana |                                                                         |       |           |
| Tipo       | Indicazione                                                             | ↓km↓  | Provincia |
|            | Mestre ex Padana Superiore della Venezia Giulia                         | 0,0   | VE        |
|            | Mestre Via Terraglio ex Castellana                                      | 3,0   | VE        |
|            | ex di Mestre                                                            | 5,0   | VE        |
|            | Marocco Olme                                                            | 7,2   | VE/TV     |
|            | Mogliano Veneto Zermanesa                                               | 9,8   | TV        |
|            | di Zero                                                                 | 11,5  | TV        |
|            | Preganziol Casalese                                                     | 14,7  | TV        |
|            | Frescada Est Terraglio                                                  | 18,5  | TV        |
|            | Postumia                                                                | 19,9  | TV        |
|            | Treviso                                                                 | 21,2  | TV        |
|            | Villorba – SP 92 “delle Grave”                                          | 26,5  | TV        |
|            | Villorba – SP 102 “Postumia Romana” - SP 48 “Casalvecchio”              | 29,5  | TV        |
|            | Spresiano – SP 57 “Destra Piave”                                        | 35,3  | TV        |
|            | SR 248 Schiavonesca-Marosticana - Ponte della Priula (430 m)            | 39,2  | TV        |
|            | Susegana – SP 34 “Sinistra Piave”                                       | 40,3  | TV        |
|            | Susegana – SP 138 “della Barca”                                         | 43,2  | TV        |
|            | Conegliano –SP 38 “Francesco Fabbri”                                    | 46,3  | TV        |
|            | Conegliano – SP 47 “di Vazzola”                                         | 48,1  | TV        |
|            | Conegliano – SP 15 “Cadore-Mare” Casello di Conegliano                  | 50,3  | TV        |
|            | di Alemagna                                                             | 52,2  | TV        |
|            | Godega di Sant'Urbano – SP 43 “di Orsago”                               | 60,2  | TV        |
|            | loc. Ponte della Muda - Svincolo di Sacile Ovest                        | 63,3  | TV/PN     |
|            | Sacile – SP 15 “del Livenza” - SP 12 “di Caneva”                        | 66,8  | PN        |
|            | Sacile – SP 17 “di Vigonovo” - Svincolo di Sacile Est                   | 70,4  | PN        |
|            | Fontanafredda – SP 10 “del Gorgazzo” - SP 64 “di Villadolt”             | 73,0  | PN        |
|            | Porcia - SP 74 “di Roveredo in Piano”                                   | 76,3  | PN        |
|            | Pordenone – SR 251 Val di Zoldo - Val Cellina                           | 79,3  | PN        |
|            | loc. Ponte Meduna (300 m) - SP 35 “Opitergina”                          | 83,6  | PN        |
|            | Fiume Veneto - SR 177 Cimpello Sequals - Svincolo di Cimpello           | 85,4  | PN        |
|            | Zoppola – SP 6 “del Sile”                                               | 88,5  | PN        |
|            | Zoppola – SP 45 “Cevraia”                                               | 90,9  | PN        |
|            | Casarsa della Delizia – SP 1 “della Val d'Arzino” - SP 46 “di Orcenigo” | 98,0  | PN        |
|            | loc. Ponte della Delizia - SR 463 del Tagliamento - SP 27 “Vivarina”    | 99,5  | PN        |
|            | Fiume Tagliamento – (1 030 m)                                           | 99,7  | PN/UD     |
|            | Codroipo – SP 39 “del Varmo”                                            | 106,1 | UD        |
|            | Codroipo – SR 252 di Palmanova                                          | 109,4 | UD        |
|            | Basiliano – SP 101 “di Mereto di Tomba”                                 | 115,2 | UD        |
|            | Basiliano – SP 10 “del Medio Friuli”                                    | 118,4 | UD        |
|            | Campoformido – SP 98 “di Bressa”                                        | 122,0 | UD        |
|            | Pasian di Prato – Casello di Udine Sud - Tangenziale                    | 126,7 | UD        |
|            | Tangenziale Ovest di Udine                                              | /     | UD        |
|            | Udine – Uscita Viale Venezia                                            | 126,7 | UD        |
|            | Udine – Uscita Viale Nogara                                             | 128,1 | UD        |
|            | Udine – Uscita Via Martignacco                                          | 129,6 | UD        |
|            | Udine – Uscita Stadio Friuli                                            | 130,9 | UD        |
|            | Udine – Uscita Udine Nord – SP 49 “Osovana”                             | 133,1 | UD        |
|            | Casello di Udine Nord                                                   | 134,1 | UD        |
|            | Tangenziale Est di Udine - SP 4 “Tresemane”                             | 136,0 | UD        |
|            | Tavagnacco - SP 51 “dei Colli”                                          | 136,9 | UD        |
|            | Tricesimo - SP 58 “dei Castelli” - SP 105 “di Fraelacco”                | 141,1 | UD        |
|            | Cassacco - SP 55 “di Buja”                                              | 141,8 | UD        |
|            | Cassacco - SP 57 “di Montegnacco”                                       | 142,6 | UD        |
|            | Cassacco - SP 9 “Valle del Torre” -SP 100 “di Colloredo”                | 144,3 | UD        |
|            | SR 356 di Cividale                                                      | 148,0 | UD        |
|            | Magnano in Riviera - SP 20 “Glemonese”                                  | 148,3 | UD        |
|            | Artegna - SP 28 “del Bosso”                                             | 150,3 | UD        |
|            | Casello di Gemona-Osoppo - SR 463 del Tagliamento                       | 150,3 | UD        |
|            | Gemona del Friuli - SR 512 del Lago di Cavazzo                          | 152,8 | UD        |
|            | Venzone - SR 52 Carnica                                                 | 169,9 | UD        |
|            | Moggio Udinese - SP 112 “Val Aupa”                                      | 174,3 | UD        |
|            | Resiutta - SP 42 “Val Resia”                                            | 177,5 | UD        |
|            | Galleria Peraria (340 m)                                                | /     | UD        |
|            | Chiusaforte - SP 76 “Val Raccolana”                                     | 185,6 | UD        |
|            | Galleria Fortezza della Chiusa (1 220 m)                                | /     | UD        |
|            | Pontebba - SP 110 “Passo Pramollo” - SP 112 “Val Aupa”                  | 194,6 | UD        |
|            | Casello di Pontebba                                                     | 201,0 | UD        |
|            | Galleria Santa Caterina (867 m)                                         | /     | UD        |
|            | Galleria Forte (250 m)                                                  | /     | UD        |
|            | Svincolo di Ugovizza                                                    | 212,3 | UD        |
|            | Tarvisio - SR 54 del Friuli                                             | 222,5 | UD        |
|            | Galleria Coccau (520 m)                                                 | /     | UD        |
|            | Confine di stato - Austria Kärntner Straße                              | 228,8 | UD        |

## Galleria d'immagini

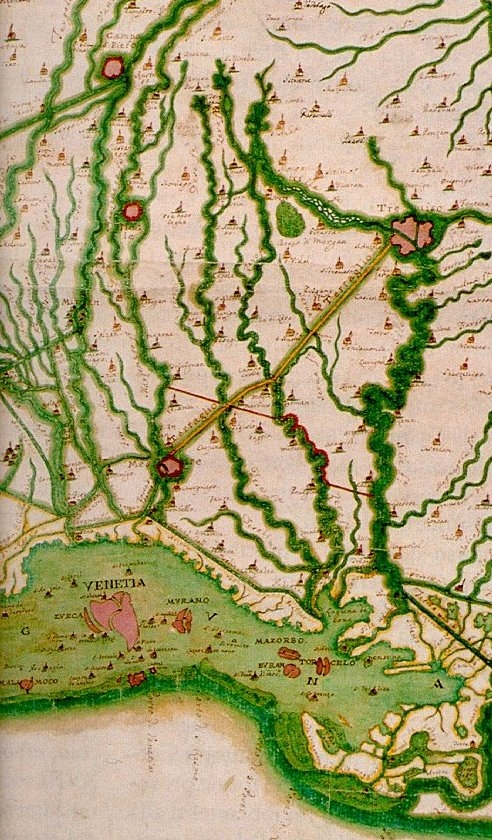
L'entroterra veneziano in una mappa del '700 dove è evidenziato il Terraglio
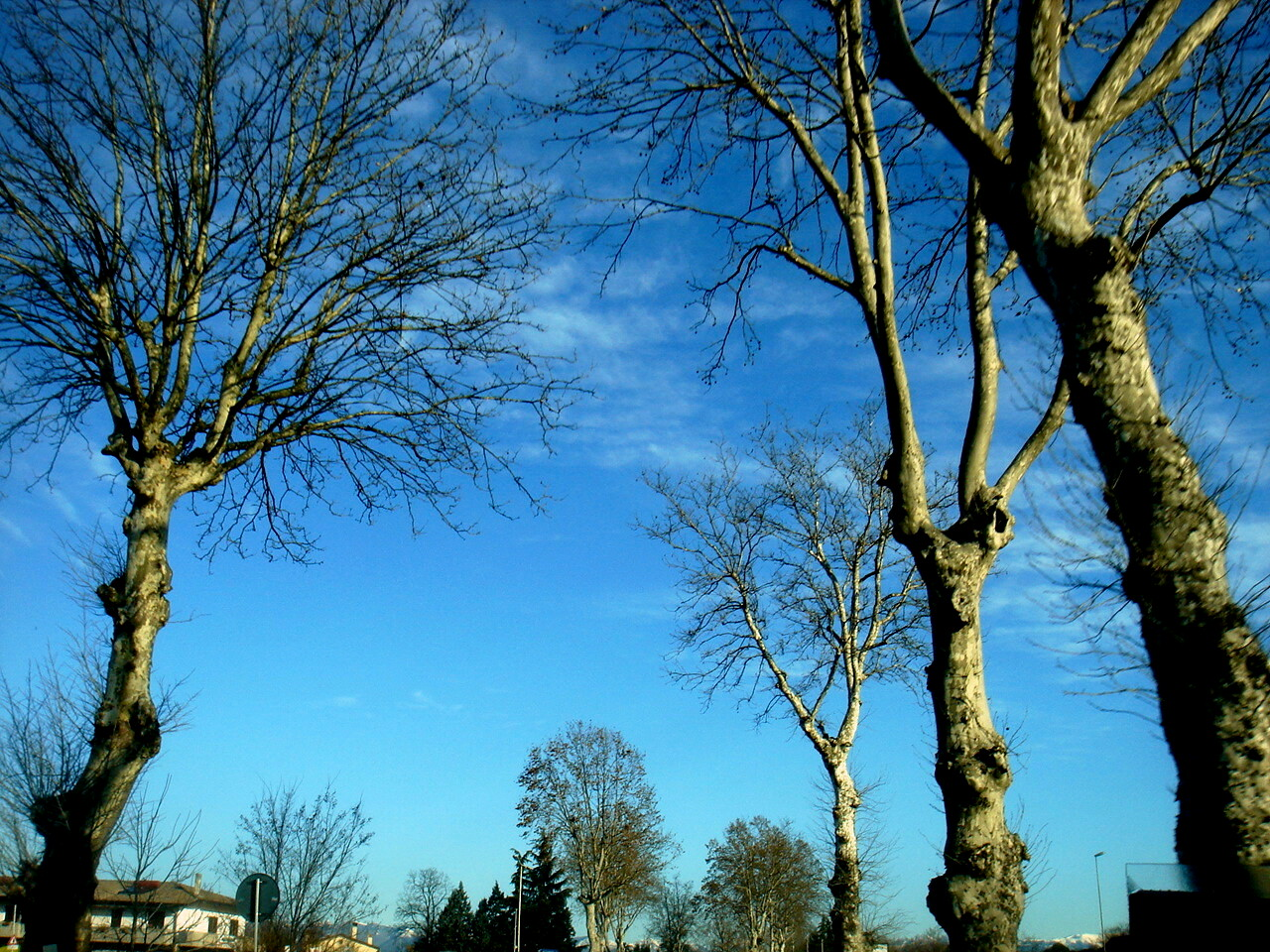
Alcuni platani, che tradizionalmente la costeggiavano, sono ancora visibili in alcuni tratti della Pontebbana
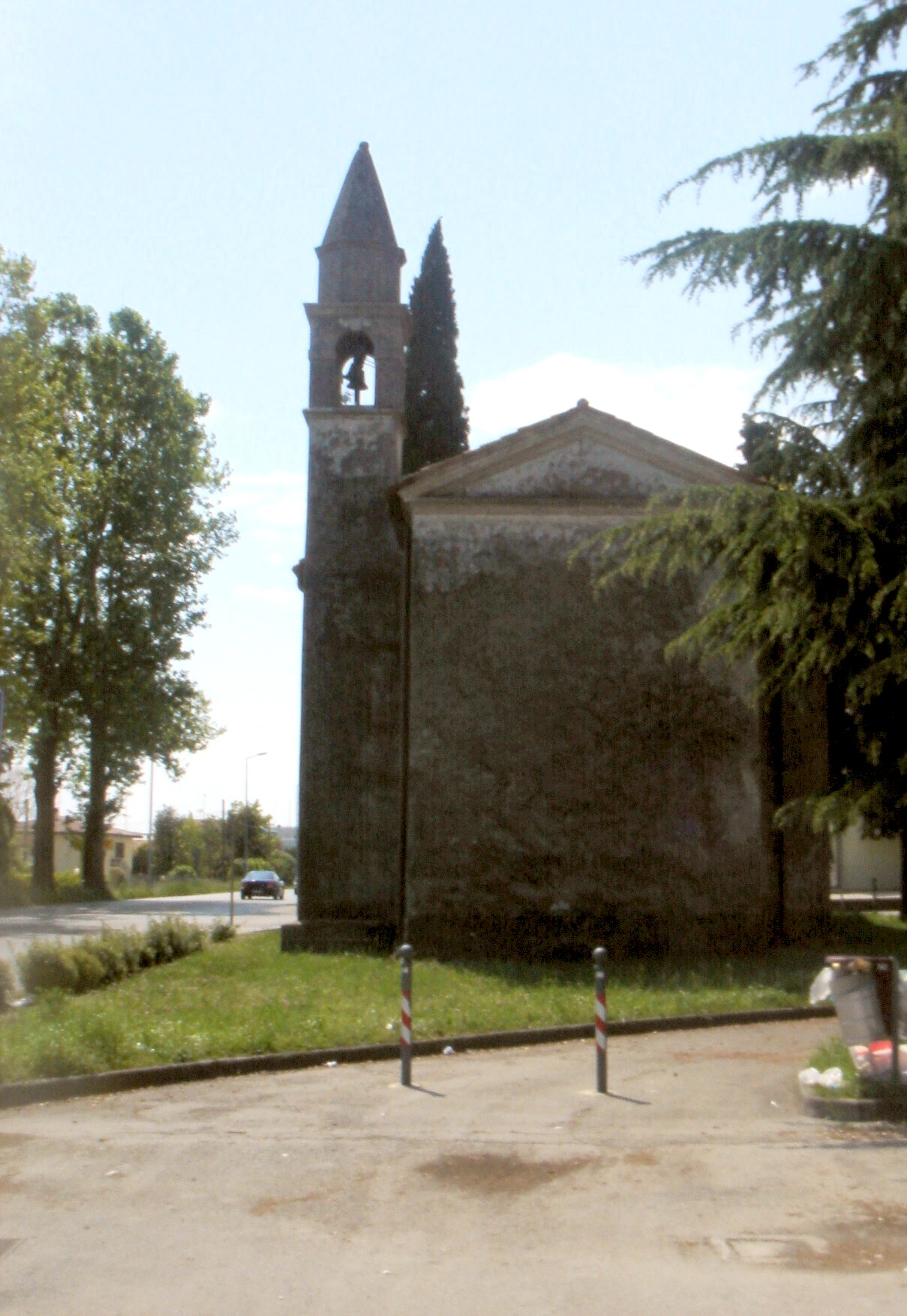
La Pontebbana all'altezza di Castello Roganzuolo
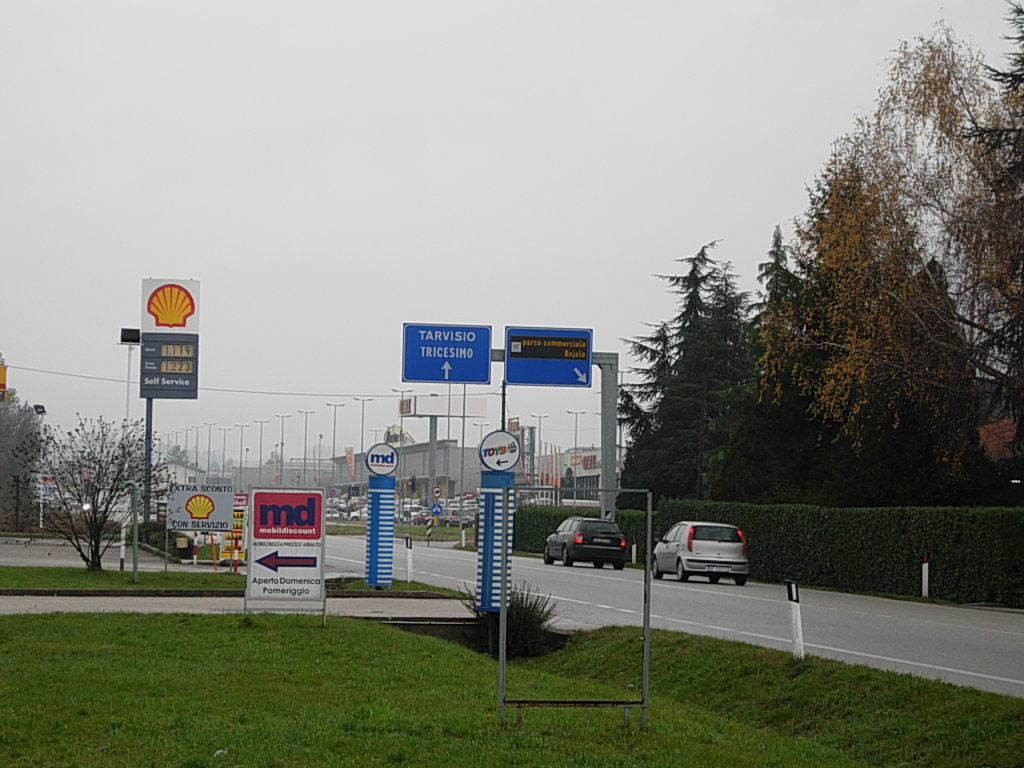
La Pontebbana nei pressi di Tavagnacco, nella periferia nord di Udine